# Universidade de Illinois
A Universidade de Illinois (em inglês University of Illinois) é uma universidade pública localizada em Illinois, nos Estados Unidos. A universidade é constituída por três campi:
- Universidade de Illinois em Chicago
- Universidade de Illinois em Springfield
- Universidade de Illinois em Urbana-Champaign

O maior dos três campi é o que se localiza nas cidades adjacentes de Urbana e Champaign. Estas instituições de estudos superiores são subsidiadas com impostos dos contribuintes.